# چیزو اکسپرس
چیزو اکسپرس (انگلیسی: Chizu Express) شرکت ترابری ریلی ژاپنی است، که در سال ۱۹۸۶ تأسیس شد.